# Jonathan Harker
Jonathan Harker este un personaj fictiv din romanul gotic de groază Dracula (1897) scris de Bram Stoker. A apărut ulterior în alte cărți, piese de teatru, filme, producții TV.
Călătoria sa spre Transilvania și întâlnirea sa cu Contele vampir Dracula și cu miresele acestuia la Castelul Dracula constituie scena de deschidere a romanului și în majoritatea ecranizărilor. Stoker a folosit numele de familie al prietenului său, Joseph Cunningham Harker (1855-1920), scenograf la Teatrul Lyceum și tatăl actorului William Gordon Harker (1885-1967), precum și străbunicul actriței Polly Adams, ale cărei fiice Susannah Harker și Caroline Harker au adoptat numele de familie Harker pentru numele lor de scenă.